# Гринвил (Мичиген)
Гринвил (Мичиген) (енгл. Greenville) град је у америчкој савезној држави Мичиген. По попису становништва из 2010. у њему је живело 8.481 становника.

## Демографија
Према попису становништва из 2010. у граду је живело 8.481 становника, што је 546 (6,9%) становника више него 2000. године.
| Група             | 2000.         | 2010.         |
| Белци             | 7.504 (94,6%) | 7.787 (91,8%) |
| Афроамериканци    | 43 (0,5%)     | 27 (0,3%)     |
| Азијати           | 25 (0,3%)     | 57 (0,7%)     |
| Хиспаноамериканци | 258 (3,3%)    | 413 (4,9%)    |
| Укупно            | 7.935         | 8.481         |